# Cassiope
|  | Per a altres significats, vegeu «CASSIOPE». |

Cassiope és un gènere de plantes de 9-12 espècies de petits arbustos perennes de la família de les Ericaceae. És natiu de l'Àrtida i regions muntanyenques temperades del nord. El gènere va ser anomenat per Cassiopea de la mitologia grega.
Les fulles són decussades, sèssils, agullades i imbricades, i estan disposades generalment en quatre fileres. Les flors, actinomorfes i bisexuals, són solitàries i pengen. Estan compostes per cinc sèpals lliures i imbricats, una corol·la campanulada de cinc lòbuls, deu estams lliures i biseriats, inclosos, amb anteres proveïdes de dos llargs apèndixs, i un ovari superior amb cinc cèl·lules.
El gènere va ser descrit pel botànic escocès David Don i es va publicar l'any 1834 a l'Edinburgh New Philosophical Journal.
Es conreen en jardins, els llocs adequats són jardins de roca, bancs de torba o clars en zones boscoses.